# طقس إسكندري

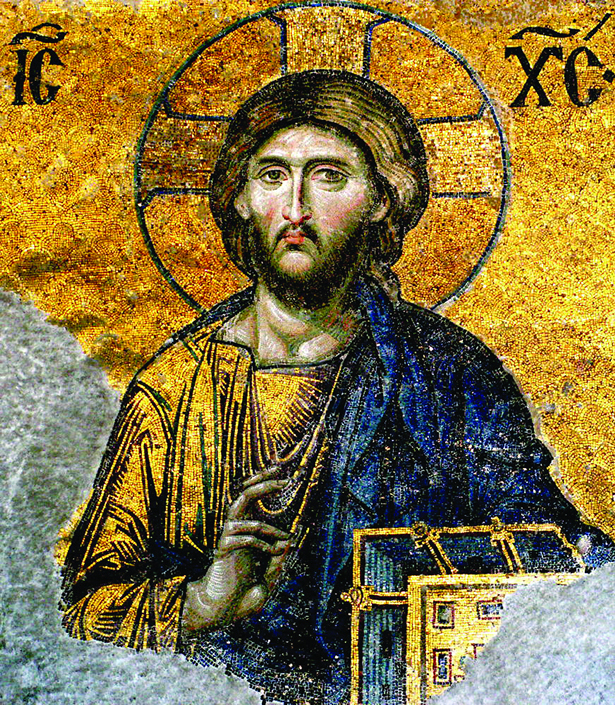

الطقس الإسكندري أو الشعيرة السكندرية هو الطقس والتقليد الليتورجي الذي تستخدمه الكنيسة القبطية الأرثوذكسية، وكنيسة التوحيد الأرثوذكسية الإريترية، وكنيسة التوحيد الأرثوذكسية الإثيوبية فضلاً عن مقابلاتها الكنائس الكاثوليكية الشرقية وهي الكنيسة القبطية الكاثوليكية والكنيسة الأثيوبية الكاثوليكية والكنيسة الإريترية الكاثوليكية.
القداس الإلهي للطقس التقليد الإسكندري يحتوي على عناصر من الصلوات مرقس الإنجيلي، الذي يعتبر تقليديًا أول أسقف لكنيسة الإسكندرية، والقديس باسيليوس قيصرية، وكيرلس الأول، والقديس غريغوريوس النزينزي. وتعد ليتورجية القداس للقديس كيرلس الشكل الليتورجي في اللغة القبطية من لليتورجية قداس القديس مرقس في اليونانية.
القداسات السكندرية القديمه، التي تبقي منها فقط قداس القديس كيرلس، تتميز بدعائين للروح القدس (Epiclesis) وبينهما الكلمات التأسيسية. ولأن هناك دعائين للروح القدس، بعض العلماء يتوقعون أن الاقباط الاولون كانوا يعتبرون القداس كله كصلاة واحدة لتحول الخبز والخمر.
تستخدم في المقام الأول اللغة القبطية في كل من الكنيسة القبطية الأرثوذكسية والكنيسة القبطية الكاثوليكية، على الرغم من أن اللغة العربية تستخدم في القداس. واللغة الجعزية في التقليد الإسكندري في كل من كنيسة التوحيد الأرثوذكسية الإريترية، وكنيسة التوحيد الأرثوذكسية الإثيوبية والكنيسة الأثيوبية الكاثوليكية، والكنيسة الإريترية الكاثوليكية.